# Cicogna (torrente)
La Cicogna (la Zegogna o la Žicogna o  Žigogna in veneto) è un corso d'acqua a carattere torrentizio della provincia di Belluno.
Nasce tra i comuni di Belluno e Limana in località Tibolla, alle pendici del Col Visentin (Prealpi Bellunesi), originandosi da numerosi ruscelli e rii. Scende verso la Valbelluna nella cosiddetta Valtibolla, toccando le borgate di Tassei, Piandelmonte, Ceresera, Cet, Castoi, Navasa, Visome e sfocia nel Piave tra Praloran (comune di Limana) e Rivamaor (comune di Belluno).
Tra i numerosi immissari:
- Lavedin (di sinistra),
- Val Burlon (di sinistra)
- Malvan (di destra),
- Turriga (di destra).

## Storia e Etimologia
Il Cicogna è documentato sin dal 1548 come "la aqua dla Cigogna"; il nome però non ha alcuna attinenza con il volatile, ma ben si sembra derivare dal latino "ciconia" il termine che veniva dato a uno strumento a collo lungo e contorto usato per attingere l'acqua.
Da questo corso d'acqua prende il nome anche la nobile famiglia dei Cicogna, di cui è famoso Marco Cicogna di Navasa che partecipò alla battaglia di Lepanto.